# 너는
〈너는〉은 대한민국의 남매듀엣 현이와 덕이의 첫번째 정규음반 《순진한 아이》의 B면 5번 트랙으로 발표된 곡이다. 장덕 작사 · 작곡의 곡으로 소녀취항적 곡들이 대부분인 음반에서 B면 마지막 6번 트랙의 <잎새 하나>와 함께 가장 성인 취향적인 곡이라고 볼 수 있다.